# گلی گلی
«گلی گلی» (به انگلیسی: Goalie Goalie) تک‌آهنگی از آرش، نیوشا، پیت‌بول، بلانکو است که در ۱۴ ژوئن ۲۰۱۸ منتشر شد.